# Patamona
El patamona es un idioma caribe hablado ante todo en Guyana.